# 피그말리온

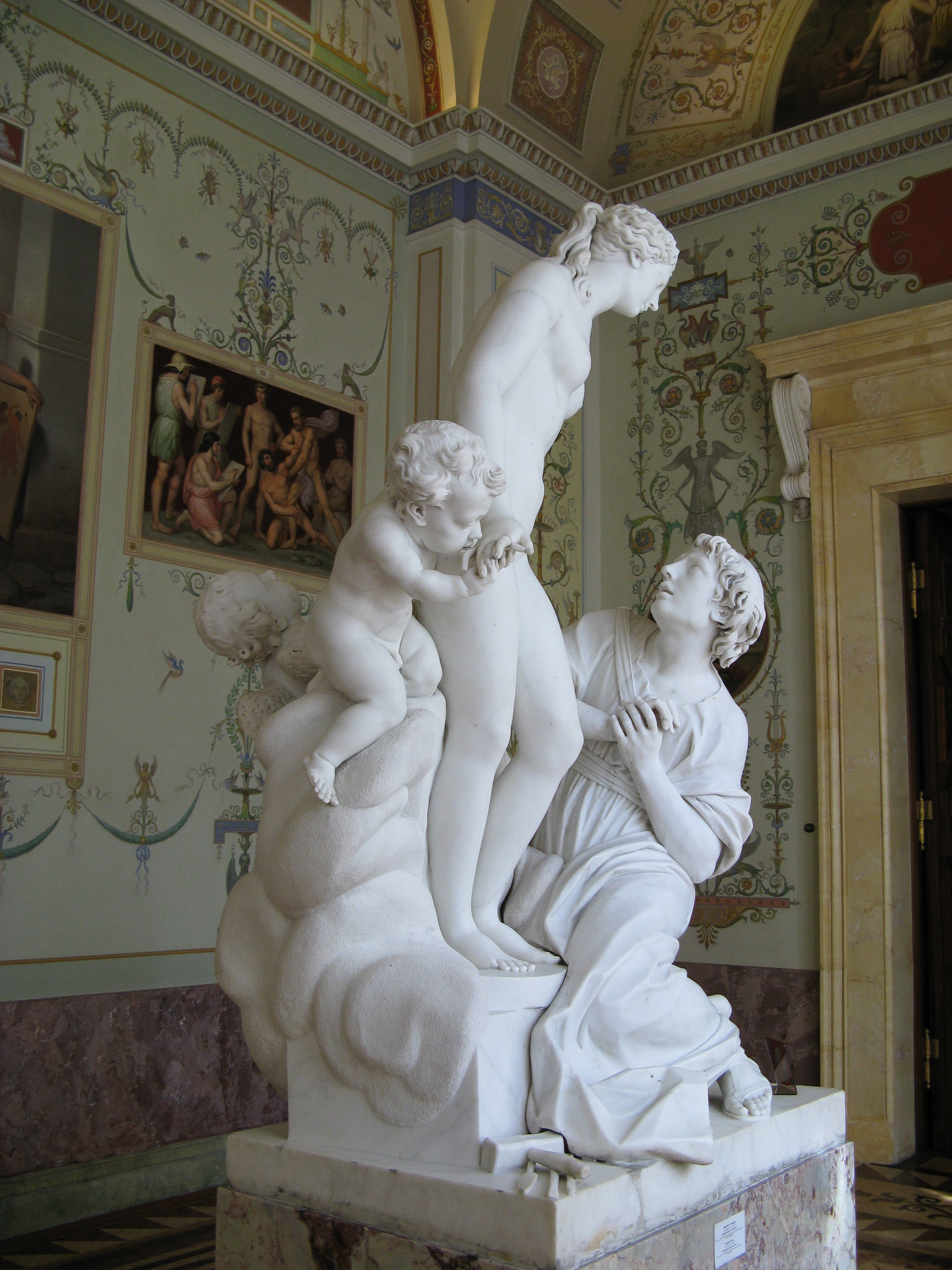

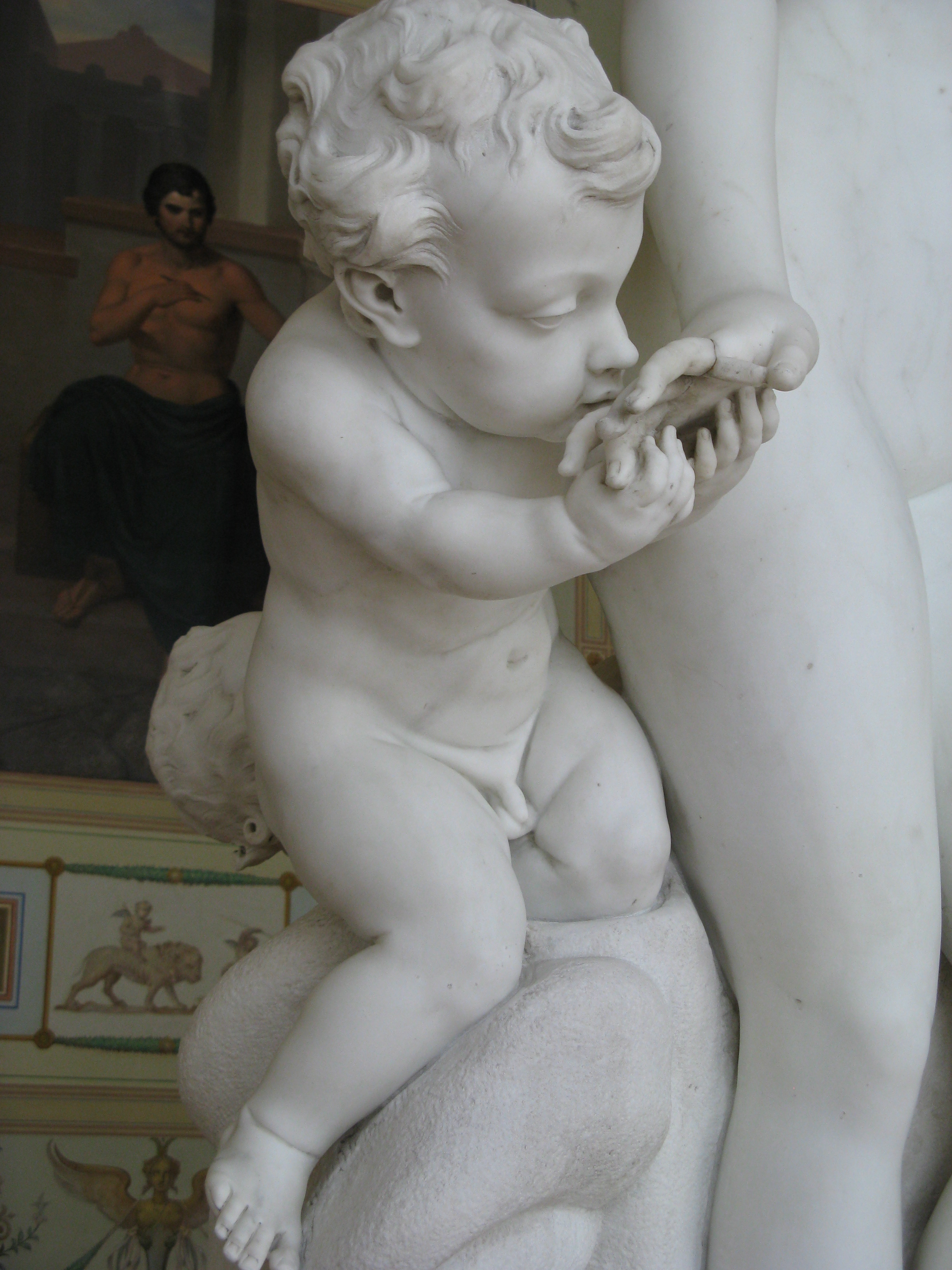

피그말리온은 키프로스의 전설적인 인물로 오비디우스의 《변신이야기》 (제10권)에 등장하는 일화로 유명하다.

## 자신의 조각을 사랑한 자
그리스 신화에 나오는 피그말리온은 키프로스의 조각가이다. 나그네들을 박대한 키프로스의 여인들은 아프로디테의 저주를 받아 나그네들에게 몸을 팔게 되었다. 피그말리온은 여인들이 이렇게 천박해진 것을 탄식하며 독신으로 살았다. 대신 그는 상아로 아름다운 여인을 조각하여 그 조각상과 언제나 함께 생활했다. 그는 이 조각상에 갈라테이아라는 이름을 붙이고 마치 자신의 진짜 연인인듯 여겼다. 옷도 갈아입히고 몰래 입맞춤도 하면서 혼자 탄식하곤 했다.
그러던 중 아름다움의 여신인 아프로디테의 축제날이 다가왔다. 축제에 참가한 피그말리온은 자기 몫의 제물을 바치면서 집에 있는 조각상이 진짜 여자로 변하게 해달라는 소원을 빌었다. 이후 그가 집으로 돌아왔을 때, 아프로디테가 보낸 에로스가 조각상의 손에 입을 맞추었고 조각상은 아름다운 여인으로 변하였다. 이때 갈라테이아의 손에 반지가 하나 생겨났는데, 이는 두 사람의 사랑이 영원토록 지속될 것임을 나타내는 에로스의 반지였다. 아프로디테가 피그말리온의 사랑에 감동하여 소원을 들어준 것이다.
피그말리온은 베누스 여신의 축복 아래 갈라테이아와 결혼했다. 이들 사이에는 아들이 태어났는데 그 아들을 자신의 고향 이름을 따서 "파포스"라고 지었다.

## 피그말리오니즘
자신의 조각상과 사랑에 빠진 피그말리온의 신화는 후대에 들어와 많은 사랑 이야기의 소재가 되었으며, 현실 관계에서 고립되어 자신의 원망을 투사한 가상의 이상적 존재에 탐닉하는 것을 가리킬 때 피그말리오니즘이란 말을 사용한다.

## 피그말리온 이야기의 재해석
후대에 이 상아 조각에서 사람이 된 여인은 갈라테이아라는 이름이 붙는다. 괴테는 이 여인의 이름을 ‘엘리제’라고 했다.
중세시대에 피그말리온의 이야기는 우상숭배의 표상으로 여겨졌으나 후대에 와서는 수많은 사랑이야기의 소재로 쓰이게 되었다. 자신이 만들어난 창작품이 사람으로 변하고 또 그 창조물과 사랑에 빠지는 이야기는 이 피그말리온 이후 수많은 예술작품 - 회화, 소설, 희곡, 영화 등의 모티브가 되었다.
- 카를로 콜로디의 소설 피노키오
- 메리 셸리의 소설 프랑켄슈타인
- 너대니얼 호손의 단편 "출생표시" (The Birth-Mark)
- 버나드 쇼의 희곡 피그말리온
- 뮤지컬 마이 페어 레이디 와 동명의 뮤지컬 영화 (1964년)
- 우디 앨렌의 영화 마이티 아프로디테 (1995년)등

## 피그말리온 효과
피그말리온 효과 참고

## 같이 보기
- 아갈마토필리아
- 골렘
- 나르키소스
- 피노키오
- 프로메테우스
- 피그말리온 효과
- 불쾌한 골짜기